# 유니세프 국제어린이음악제 한국예선
유니세프 국제어린이음악제 한국예선은 1991년하고 1992년 단 2회 개최 후 폐지된 동요 경연대회다. 
유니세프 본부가 위치한 네덜란드 헤이그에서 개최하는 유니세프 국제어린이음악제(Danny Kaye International Children Award for Unicef)에 한국참가자를 선발하는 예선 방식으로 개최하였다.

## 개요
| - 방영일 : 1991년 5월 26일 (일) 오후 5시40분 ~ 7시10분 [녹화방송] - 대회장소 : 5월 24일 (금) 여의도 KBS공개홀 - 사회 : 원종배, 이금희 - 심사위원 - 김강섭 (KBS 관현악단장) - 김민기 (가수) - 이수인 (동요작곡가, KBS 어린이합창단 단장) - 빈첸자 두르소 (UNICEF) - 서유석 (가수) - 김공선 (동요작곡가) - 박순복 (성악가) - 안국정 (KBS 교양국장) - 어린이(?)심사위원 15명 (전국 어린이동요대회 수상자들) - 우정상심사 - 시상내용 : - 최우수상 - 1곡(1991년 유니세프 국제어린이음악제 한국대표 출전) - 우수상 - 1곡 - 장려상 - 3곡 - 유니세프 우정상 - 1곡 참가팀 : 150여곡이 출품되어 예심을 거쳐 본선에 15곡이 오름(평균 경쟁률 11대 1). \| 참가번호 \| 곡명 \| 작사 \| 작곡 \| 가창자 \| 비고 \| \| -------- \| ------------------------------- \| ------ \| ------ \| -------------------------------------------------------------------------- \| --------------- \| \| 1 \| 거울 앞에서 \| 조운파 \| 계동균 \| 주진주 (서울 난우국교 5) \| 장려상 \| \| 2 \| 바람 부는 날 \| 김봉학 \| \| 조문희 (서울 중대부속국교 5) 서정화 (서울 계성국교 4) \| \| \| 3 \| 날아갈 수 있는데 \| 고영섭 \| 유영욱 \| 김경진 (서울 도성국교 4) \| \| \| 4 \| 동네길 \| 김창완 \| \| 김두현 (서울 강덕국교 4) \| \| \| 5 \| 새로운 발견 \| 이순형 \| \| 박지혜, 이정은 (경기 안양 석수국교 6) \| 최우수상 \| \| 6 \| 아름다운 세상 \| 전덕미 \| \| 허 민 (서울 역삼국교 3) \| 유니세프 우정상 \| \| 7 \| 손을 잡아요 \| 김교현 \| 정연택 \| 이수진 (서울 응암국교 6) 이지윤 (서울 세륜국교 4) \| 장려상 \| \| 8 \| 엄마의 사랑이야 아빠의 사랑이야 \| 이은집 \| 손정우 \| 김다혜 (서울 리라국교 6) \| 우수상 \| \| 9 \| 세계는 우리들로 \| 김종영 \| 김형자 \| 김형찬 (전북 정읍 덕천국교 6) 최영준 (전북 정읍 덕천국교 5) \| \| \| 10 \| 음반위의 천사 \| 정윤환 \| \| 백소연 (서울 삼선국교 6) \| \| \| 11 \| 아름다운 동화의 나라로 \| 권미경 \| \| 이효정 (서울 광장중 2) 우제연 (서울 신반포중 1) 김지혜 (서울 신동중 1) \| \| \| 12 \| 저 하늘 위로 \| 박인영 \| \| 김현정 (서울 고덕중 2) \| 장려상 \| \| 13 \| 초록별에 사는 친구들 \| 김원겸 \| 조원경 \| 박민선 (서울 아주국교 4) 이재환 (서울 한양국교 2) 최시선 (서울 대현국교 5) \| \| \| 14 \| 초저녁별 \| 이혜민 \| \| 박미선 (부산 동성국교 6) \| \| \| 15 \| 평화의 그날이 오면 \| 이강산 \| \| 국은선 (서울 청담국교 5) \| \| |                                 |        |        |                                                                            |                 |
| 참가번호 | 곡명                            | 작사   | 작곡   | 가창자                                                                     | 비고            |
| 1 | 거울 앞에서                     | 조운파 | 계동균 | 주진주 (서울 난우국교 5)                                                   | 장려상          |
| 2 | 바람 부는 날                    | 김봉학 |        | 조문희 (서울 중대부속국교 5) 서정화 (서울 계성국교 4)                      |                 |
| 3 | 날아갈 수 있는데                | 고영섭 | 유영욱 | 김경진 (서울 도성국교 4)                                                   |                 |
| 4 | 동네길                          | 김창완 |        | 김두현 (서울 강덕국교 4)                                                   |                 |
| 5 | 새로운 발견                     | 이순형 |        | 박지혜, 이정은 (경기 안양 석수국교 6)                                      | 최우수상        |
| 6 | 아름다운 세상                   | 전덕미 |        | 허 민 (서울 역삼국교 3)                                                    | 유니세프 우정상 |
| 7 | 손을 잡아요                     | 김교현 | 정연택 | 이수진 (서울 응암국교 6) 이지윤 (서울 세륜국교 4)                          | 장려상          |
| 8 | 엄마의 사랑이야 아빠의 사랑이야 | 이은집 | 손정우 | 김다혜 (서울 리라국교 6)                                                   | 우수상          |
| 9 | 세계는 우리들로                 | 김종영 | 김형자 | 김형찬 (전북 정읍 덕천국교 6) 최영준 (전북 정읍 덕천국교 5)                |                 |
| 10 | 음반위의 천사                   | 정윤환 |        | 백소연 (서울 삼선국교 6)                                                   |                 |
| 11 | 아름다운 동화의 나라로          | 권미경 |        | 이효정 (서울 광장중 2) 우제연 (서울 신반포중 1) 김지혜 (서울 신동중 1)     |                 |
| 12 | 저 하늘 위로                    | 박인영 |        | 김현정 (서울 고덕중 2)                                                     | 장려상          |
| 13 | 초록별에 사는 친구들            | 김원겸 | 조원경 | 박민선 (서울 아주국교 4) 이재환 (서울 한양국교 2) 최시선 (서울 대현국교 5) |                 |
| 14 | 초저녁별                        | 이혜민 |        | 박미선 (부산 동성국교 6)                                                   |                 |
| 15 | 평화의 그날이 오면              | 이강산 |        | 국은선 (서울 청담국교 5)                                                   |                 |

| 본 대회가 사실상 유니세프 국제어린이음악제 한국예선 마지막 대회였으며, 오드리 헵번의 갑작스런 서거로 인한 후폭풍 여파로 인하여 개최 여부가 불투명해지는 바람에 결국 역사속으로 사라지고 말았다. - 녹화일 : 1992년 5월 20일 (수) - 방영일 : 1992년 5월 23일 (토) 오후 6시20분 ~ 7시50분 [녹화방송] - 대회장소 : 여의도 KBS공개홀 - 사회 : 안성기, 강수연 - 심사위원 - 김희갑 (작곡가) - 김강섭 (KBS 관현악단장) - 최종혁 (작곡가) - 이수인 (작곡가) - 이경애 (성악가) - 정풍송 (작곡가) - 박동은 (주한 유니세프대외담당관) - 안국정 (KBS 교양제작국장) - 시상내용 - 최우수상 - 1곡, 상금 150만원과 상패(1992년 제5회 유니세프 국제어린이음악제 한국대표 출전) - 우수상 - 1곡, 상금 100만원과 상패 - 장려상 - 3곡, 상금 30만원과 상패 참가팀 : 150여곡이 출품되어 예심을 거쳐 본선에 15곡이 오름(평균 경쟁률 11대 1). \| 참가번호 \| 곡명 \| 작사 \| 작곡 \| 가창자 \| 비고 \| \| -------- \| ---------------------------- \| ------ \| ------ \| ---------------------------------------------------------------------------------------------------------- \| -------- \| \| 1 \| 어젯밤에 모짜르트를 만났어요 \| 김봉학 \| \| 이현주,김효진 (부산 광남국교 4) 조현숙 (부산 내산국교 3) 박주환 (부산 동래국교 3) 김대윤 (부산 배정국교 3) \| \| \| 2 \| 나의 작은 손으로 \| 한지영 \| \| 이지윤 (서울 세륜국교 5) \| 우수상 \| \| 3 \| 우리들만의 세상 \| 이강덕 \| 손정우 \| 김다혜 (서울 장충여중 1) \| \| \| 4 \| 세계의 아이들아 \| 조운파 \| 이대섭 \| 주진주 (서울 난우국교 6) \| 최우수상 \| \| 5 \| 꽃내음 판매기 \| 최향 \| 이강산 \| 신델라(서울 동일국교 6) \| \| \| 6 \| 오늘처럼 \| 홍명희 \| \| 강정윤(서울 방배국교 6학년) 국은선(서울 청담국교 6) \| 장려상 \| \| 7 \| 태양의 눈물 \| 김창완 \| \| 김두헌 (서울 강덕국교 5) \| \| \| 8 \| 나비와 꽃 \| 이명호 \| \| 유미정(충북 충주 삼원국교 6) 오륭진(충북 충주 삼원국교 5) \| \| \| 9 \| 청소당번 \| 문원자 \| \| 조문희, 이정은, 조민경 (서울 중대부속국교 6) \| 장려상 \| \| 10 \| 시소타기 \| 노영심 \| \| 서정화 (서울 계성국교 5) \| \| \| 11 \| 이런 세상 어때요 \| 김세진 \| \| 김규환 (서울 예일국교 5) 육진아 (서울 역촌국교 4) \| \| \| 12 \| 등대 \| 최영규 \| \| 김현정 (서울 고덕중 3) \| \| \| 13 \| 나만의 꿈 \| 장경미 \| \| 안선희 (서울 하원국교 6) \| 우수상 \| \| 14 \| 꿈의 나라 \| 이성동 \| \| 김은정 (서울 봉명여자중학교 1학년) 최아름 (서울 대치국교 6) \| \| \| 15 \| 사랑의 꿈 \| 손주범 \| \| 이지해 (서울 가동국교 6) \| 장려상 \| |                              |        |        | |          |
| 참가번호 | 곡명                         | 작사   | 작곡   | 가창자 | 비고     |
| 1 | 어젯밤에 모짜르트를 만났어요 | 김봉학 |        | 이현주,김효진 (부산 광남국교 4) 조현숙 (부산 내산국교 3) 박주환 (부산 동래국교 3) 김대윤 (부산 배정국교 3) |          |
| 2 | 나의 작은 손으로             | 한지영 |        | 이지윤 (서울 세륜국교 5)                                                                                   | 우수상   |
| 3 | 우리들만의 세상              | 이강덕 | 손정우 | 김다혜 (서울 장충여중 1)                                                                                   |          |
| 4 | 세계의 아이들아              | 조운파 | 이대섭 | 주진주 (서울 난우국교 6)                                                                                   | 최우수상 |
| 5 | 꽃내음 판매기                | 최향   | 이강산 | 신델라(서울 동일국교 6)                                                                                    |          |
| 6 | 오늘처럼                     | 홍명희 |        | 강정윤(서울 방배국교 6학년) 국은선(서울 청담국교 6)                                                        | 장려상   |
| 7 | 태양의 눈물                  | 김창완 |        | 김두헌 (서울 강덕국교 5)                                                                                   |          |
| 8 | 나비와 꽃                    | 이명호 |        | 유미정(충북 충주 삼원국교 6) 오륭진(충북 충주 삼원국교 5)                                                  |          |
| 9 | 청소당번                     | 문원자 |        | 조문희, 이정은, 조민경 (서울 중대부속국교 6)                                                               | 장려상   |
| 10 | 시소타기                     | 노영심 |        | 서정화 (서울 계성국교 5)                                                                                   |          |
| 11 | 이런 세상 어때요             | 김세진 |        | 김규환 (서울 예일국교 5) 육진아 (서울 역촌국교 4)                                                          |          |
| 12 | 등대                         | 최영규 |        | 김현정 (서울 고덕중 3)                                                                                     |          |
| 13 | 나만의 꿈                    | 장경미 |        | 안선희 (서울 하원국교 6)                                                                                   | 우수상   |
| 14 | 꿈의 나라                    | 이성동 |        | 김은정 (서울 봉명여자중학교 1학년) 최아름 (서울 대치국교 6)                                                |          |
| 15 | 사랑의 꿈                    | 손주범 |        | 이지해 (서울 가동국교 6)                                                                                   | 장려상   |

## 같이 보기
- 누가누가 잘하나
- KBS 초록동요제
- KBS 창작동요대회
- MBC 창작동요제
- EBS 고운노래발표회
- 서덕출 창작동요제
- 고향의 봄 창작동요제
- 국악동요제
- 성남 박태현 전국 창작동요제
- 용인시 창작동요제